# الهرمون الموجه لقشر الكظرية
الهرمون المنشط لقشرة الكظرية أو الهرمون الموجِّه لقشر الكظرية (بالإنجليزية:  adrenocorticotropic hormone)‏ أو الموجهة القشرية (بالإنجليزية: corticotropin)‏ هو هرمون يتكون من سلسلة عديد الببتيد، ويعتبر المنظم الأساسي للغدة الكظرية وأفرازاتها أيضاً.

## إنتاج الموجهة القشرية
عند إفراز الإندورفين من خلايا الدماغ أو من الغدة النخامية، يقوم بتشيط خلايا القشرة في الغدة الكظرية لافراز الكورتيزول. تقوم الغدة النخامية بأفراز الهرمون المبدئي (pre-pro-opiomelanocortin) والذي يتم تكسيره لتكوين هرمونات مهمة كالموجهة القشرية والإندورفين والهرمون المنبه للخلايا الميلانية (Melanocyte stimulating hormone). ولهذا السبب نجد أن المصابين بمرض أديسون عادة ما يعانون من زيادة صبغة الجلد

الهرمونات الناتجة من تكسير البروأبيوميلانوكورتين

## أهمية الهرمون
- ينظم إنتاج وافراز كل هرمونات قشرة الغدة الكظرية عدا ألدوستيرون Aldosterone.
- يساعد على نقل الأحماض الدهنية غير المشبعة من الأنسجة الدهنية إلى بلازما الدم.
- يزيد من عملية تكوين الأجسام الكيتونية.
- ينقص من معدل تكوين اليوريا من الأحماض الأمينية.
- يؤخر من فقد نشاط هرمونات قشرة الغدة الكظرية في الكبد.

## مستويات الهرمون في الدم
- يتعرض الهرمون الموجه لقشر الكظر أيضآ إلى تغيرات طوال اليوم، حيث يكون في أعلى مستوى له في الصباح، وأقل مستوى له في الليل.
- يتراوح مستوى الهرمون الموجه لقشر الكظر (ACTH) في الصباح ما بين (7 - 40 مل وحدة دولية / لتر، وبينما يكون اقل من ذلك في الليل.
- يلاحظ ارتفاع مستوى الهرمون الموجه لقشر الكظر مع ارتفاع مستوى الكورتيزول إذا كان الخلل موجودآ في الغدة النخامية.
- يلاحظ أيضآ انخفاض مستوى الهرمون الموجه لقشر الكظر مع ارتفاع مستوى الكورتيزول إذا كان الخلل موجودآ في الغدة الكظرية.

### اسباب ارتفاع مستوى الهرمون
- متلازمة كوشنغ.
- قصور الغدة الكظرية الأولي (مرض أديسون).
- فرط تصنيع الغدة الكظرية الوراثي (Congenital Adrenal Hyperplasia).
- بعد إعطاء عقار الليزين - فاسوبرسين (Lysine - Vasopressin).
- إنتاج الهرمون من خلايا سرطانية كما في سرطان الرئة نوع الخلايا الصغيرة (بالإنجليزية: Small cell carcinoma)‏

### أسباب انخفاض مستوى الهرمون
- قصور الغدة النخامية الشامل (Panhypopituitarism).

الإندورفين (الهرمون الموجه لقشر الكظر ACTH)

- فرط نشاط الغدة الكظرية الأولي.

## المصدر
- Kumar P. & Clark M. Clinical medicine. 6th ed. Elsevier Saunders
- Stryer. Biochemistry.3rd ed. Freeman
- Murry, Granner, Mayes, & Rodwell. Harper's Biochemistry. 25th ed.Lang